# Os irrégulier
Les os irréguliers sont les os qui, par leur forme particulière, ne peuvent être regroupés ni en os longs, ni en os courts, ni en os plats, ni en os sésamoïdes.

## Structure
Les os irréguliers sont constitués de tissu spongieux enfermé dans une fine couche d'os compact.

## Les os irréguliers humains
Le squelette humain possède les os irréguliers suivants :
- les os temporaux,
- l'os sphénoïde,
- l'os ethmoïde,
- les os zygomatiques,
- les os maxillaires,
- la mandibule,
- les os palatins,
- la cornets nasaux inférieurs,
- l'os hyoïde,
- les vertèbres,
- le sacrum,
- le coccyx.

## Anatomie fonctionnelle
Les os irréguliers remplissent diverses fonctions telles que la protection de la moelle spinale pour les vertèbres, des points d'insertions musculaires comme pour le sacrum ou le maintien du pharynx, de la trachée et de la langue pour l’os hyoïde.